# Аушкап, Эрик Янович
Э́рик Я́нович А́ушкап (латыш. Ēriks Auškaps, 1928—1996) — советский латвийский хозяйственный, государственный и политический деятель.

## Биография
Родился в 1928 году. Латыш. Член КПСС с 1953 года.
В 1942—1944 годах — сезонный рабочий совхоза в Новосибирской области. С 1955 года на хозяйственной работе в Латвийской ССР: инженер-технолог, начальник цеха, директор завода. С 1963 года заведующий отделом Комитета народного контроля ЛССР, а с 1966 года — заведующий отделом Управления делами Совмина ЛССР, В 1972—1973 годах первый секретарь райкома КП Латвии в городе Риге, а с 1973 по 1975 годы — первый секретарь Рижского горкома КП Латвии.
С июля 1975 до декабря 1985 — секретарь ЦК КП Латвии по промышленности. Также занимал пост председателя Комитета народного контроля Латвийской ССР.
Избирался депутатом Совета Национальностей Верховного Совета СССР 9-11-го созывов (1970—1989) от Латвийской ССР. В Верховный Совет 9 созыва избран от Первомайского избирательного округа № 292 Латвийской ССР, секретарь Комиссии по товарам народного потребления Совета Национальностей.
Скончался 7 мая 1996 года, похоронен на Лесном кладбище в Риге.